# Адамовске Кохановце
Адамовске Кохановце (слч. Adamovské Kochanovce) насељено је мјесто са административним статусом сеоске општине (слч. obec) у округу Тренчин, у Тренчинском крају, Словачка Република.

## Становништво
| Година:    | 1994. | 2004.   | 2014.   | 2024.   |
| ---------- | ----- | ------- | ------- | ------- |
| Број људи: | 760   | 784     | 841     | 881     |
| Разлика:   |       | +3,15 % | +7,27 % | +4,75 % |

| Година:    | 2023. | 2024. |
| ---------- | ----- | ----- |
| Број људи: | 881   | 881   |
| Разлика:   |       | +0 %  |

Према подацима о броју становника из 2024. године насеље је имало 881 становника.